# Gomphandra coriacea
Gomphandra coriacea är en järneksväxtart som beskrevs av Robert Wight. Gomphandra coriacea ingår i släktet Gomphandra och familjen Stemonuraceae. Inga underarter finns listade i Catalogue of Life.